# Jamestown (Kentucky)
Pour les articles homonymes, voir Jamestown.
La ville de Jamestown est le siège du comté de Russell, dans l'État du Kentucky, aux États-Unis. Elle comptait 1 624 habitants lors du recensement de 2000.

## Source
- (en) Cet article est partiellement ou en totalité issu de l’article de Wikipédia en anglais intitulé « Jamestown, Kentucky » (voir la liste des auteurs).